# Trung Kiên (nghệ sĩ)
Trung Kiên (5 tháng 11 năm 1939 – 27 tháng 1 năm 2021) là một ca sĩ nhạc đỏ kiêm chính trị gia người Việt Nam, từng giữ chức vụ Thứ trưởng Bộ Văn hóa Thông tin và Giám đốc Nhà hát Nhạc Vũ Kịch Việt Nam. Ông đã được nhà nước Việt Nam phong học hàm Giáo sư, danh hiệu Nghệ sĩ ưu tú năm 1984 và Nghệ sĩ nhân dân năm 2001.

## Tiểu sử
Nguyễn Trung Kiên sinh ngày 5 tháng 11 năm 1939 tại huyện Kiến Xương, tỉnh Thái Bình, là con của nhà cách mạng Nguyễn Danh Đới (1905–1943). Vì cha mất sớm trong tù nên Trung Kiên mồ côi từ nhỏ. Học hết lớp 12, ông thi đỗ vào Trường Âm nhạc Việt Nam (nay là Học viện Âm nhạc Quốc gia Việt Nam), nhưng mẹ ông không đồng ý cho ông theo nghiệp ca hát, vì là người thân của nhà cách mạng nổi tiếng nên đích thân ông Trường Chinh đã ghé thăm nơi làm việc của bà và biết về hoàn cảnh gia đình. Chính ông đã động viên bà và giúp Trung Kiên nhận được sự đồng ý của mẹ về việc cho ông theo học thanh nhạc. Năm 1960, khi đang là sinh viên năm ba, ông được cử đi học ở Ukraina.
Ông qua đời vào ngày 27 tháng 1 năm 2021 tại nhà riêng ở Hà Nội, không lâu sau sinh nhật 81 tuổi.

## Sự nghiệp
Những năm 1956, Trung Kiên tham gia vào dàn đồng ca của Thành Đoàn thanh niên Hà Nội, Đài Phát thanh thuộc Sở Văn hóa Hà Nội, Đài Tiếng nói Hà Nội.
Ông đã 3 lần được cử sang Liên Xô học tập, vào những năm học đại học (1960–1942), cao học (1970) và trường Đảng. Các năm sau đó, ông và các nghệ sĩ lập đoàn văn công đi biểu diễn khắp các chiến trường.
Ông sang Liên Xô học đại học và tốt nghiệp ra trường năm 1970 (lớp cao học), ông và vợ tiếp tục tham gia biểu diễn ở chiến trường rồi Đài tiếng nói Việt Nam, sau chiến tranh vợ chồng ông là thành viên trong các đoàn văn công vào miền Nam biểu diễn. Ông từng tham gia biểu diễn ở nhiều nước trên thế giới, đoạt huy chương vàng trong các cuộc thi hát ở Đức, Bulgaria,... Sau này, ông giảng dạy tại Học viện Âm nhạc Quốc gia Việt Nam, cố vấn cho Trung tâm âm nhạc Serenade và viết sách.
Từ năm 1992 ông làm Thứ trưởng Bộ Văn hóa Thể thao và Du lịch, phụ trách mảng Văn hóa - Nghệ thuật, đến 2001 thì nghỉ hưu.
Trong thời gian học tập tại Liên Xô, ông đã xin phép tác giả Raimonds Pauls phổ thơ của nhà thơ lớn Andrey Voznesensky, việt hóa thành công ca khúc "Triệu đóa hồng" - bài hát làm nên tên tuổi của ca sĩ Ái Vân. Ông từng là ca sĩ đầu tiên trình diễn 5 bản Romance của nhạc sĩ Đặng Hữu Phúc vào năm 1978. Ông là người đã đặt lời Việt cho 300 ca khúc Nga.
Trung Kiên được nhà nước Việt Nam phong tặng danh hiệu Nghệ sĩ nhân dân vào năm 2001. Ngoài ra, ông còn được tặng thưởng Huân chương Lao động hạng Nhì (2001), Huân chương Lao động hạng Ba, Huân chương Độc lập hạng Ba (2008), Huy chương Vì sự nghiệp Giáo dục, Văn hóa Thông tin và danh hiệu Chiến sĩ thi đua toàn quốc (1986).
Trung Kiên là giọng ca nam cao (tenor), khỏe, vang, chuyên hát dòng nhạc cách mạng với các bài hát như: 
- Đất nước trọn niềm vui (Hoàng Hà)
- Phất cờ nam tiến (Hoàng Văn Thái)
- Tình ca (Hoàng Việt)
- Dáng đứng Việt Nam (Nguyễn Chí Vũ)
- Bài ca hy vọng (Văn Ký)
- Quà tháng năm dâng Người (Hồng Đăng)
- Chào sông Mã anh hùng (Xuân Giao)
- Bài ca Trường Sơn (Trần Chung)
- Hồ Chí Minh đẹp nhất tên người (Trần Kiết Tường)
- Đường Trường Sơn ta đi trăm nẻo (Đỗ Nhuận)

## Đời tư
Ông kết hôn với ca sĩ Thanh Nga, sau này là giảng viên Nhạc viện Hà Nội, khi ông là thành viên ban nhạc đồng ca Rạng Đông, còn bà trong ban nhạc Tuổi Xanh. Sau đó, hai ban nhạc này sáp nhập thành ban đồng ca của Thành Đoàn thanh niên Hà Nội. Hai người kết hôn và có một con trai là nhạc sĩ Quốc Trung, năm 2000 nghệ sĩ Thanh Nga qua đời sau 7 năm chống chọi với căn bệnh ung thư.
Về cuối đời, ông sống với người vợ thứ hai là nghệ sĩ piano Trần Bạch Thu Hà - Nguyên Giám đốc Học viện Âm nhạc Quốc gia Việt Nam, con gái của nghệ sĩ piano Thái Thị Liên và là chị gái của nghệ sĩ piano Đặng Thái Sơn.